# Sole Survivor Policy
Bei der Sole Survivor Policy (auf Deutsch in etwa: „Regelung für einzig Überlebende“ oder „Verfahren bei einzig Überlebenden“) handelt es sich um eine Reihe verschiedener Regelwerke der Streitkräfte der Vereinigten Staaten, die entwickelt wurden, um das Leben eines Militärangehörigen, der bereits Familienmitglieder bei Kampfhandlungen o. Ä. verloren hat und dadurch letzter Überlebender einer Familie ist, zu schützen, indem diese Person aus Gebieten, in denen Kampfhandlungen stattfinden, abgezogen wird.

## Auslöser
Auslöser für die Entwicklung und Einführung der „Sole Survivor Policy“ war das Schicksal der fünf Sullivan-Brüder, die während des Zweiten Weltkrieges infolge der Versenkung des Leichten Kreuzers Juneau am 13. November 1942 in der Seeschlacht von Guadalcanal getötet wurden.
Es gab aber bereits knapp ein Jahr zuvor, am 7. Dezember 1941, ein ähnliches Ereignis, als drei Brüder, die auf der Arizona stationiert waren, beim japanischen Angriff auf Pearl Harbor ums Leben kamen.

## Vorläufer
Die Einheiten der amerikanischen Armee wurden territorial zusammengestellt. Sie führten dann auch diese Bezeichnungen im Regimentsnamen wie z. B. das 20th Maine Regiment. So kam es vor allem im Sezessionskrieg immer wieder vor, dass alle kämpfenden Familienangehörigen getötet wurden. Infolgedessen durften nicht mehr alle Familienangehörigen in derselben Einheit Dienst tun, um solche Vorfälle möglichst zu vermeiden.
Bei den Brüdern auf der Arizona und der Juneau zeigte diese Regelung ihre Schwächen. Sie dienten zwar in unterschiedlichen Abteilungen – und damit, militärisch gesehen, nicht in derselben Einheit –, aber alle auf demselben Schiff. Danach wurde die Regelung zur Trennung verschärft, so dass Familienangehörige manchmal nicht mehr auf demselben Kriegsschauplatz dienen durften.

## Geltungsbereich
Bei der „Sole Survivor Policy“ handelte es sich bis 2008 nicht um ein Gesetz, sondern um interne militärische Regelwerke, sodass kein Rechtsanspruch auf die Berücksichtigung der eigenen Person durch die „policy“ bestand. Sie galt ursprünglich nur für Söhne, da während des Zweiten Weltkrieges keine Frauen bei kämpfenden Einheiten zum Einsatz kamen, ist inzwischen aber auf Töchter ausgeweitet worden.
Seit August 2008 existiert mit dem Hubbard Act ein Gesetz, welches direkt auf die „Sole Survivor Policy“ Bezug nimmt. Es betrifft jene Militärangehörigen, die aufgrund der policy in Ehren – jedoch vor Ablauf ihrer Verpflichtung – aus dem Militär ausgeschieden sind. Ihnen verbleiben Zuwendungen wie die Verpflichtungsprämie und übergangsweise die Gesundheitsfürsorge und Vorteile wie die Ausbildungsförderung nach der G. I. Bill of Rights. Anlass für die gesetzliche Regelung war der Fall von Jason Hubbard, dessen beide jüngeren Brüder im zweiten Irakkrieg (2004 bzw. 2007) getötet worden waren. Als er 2008 ohne Krankenversicherung dastand und Geld an die Army zurückzahlen sollte, wandte er sich an seinen Kongressabgeordneten Devin Nunes. Dieser brachte im April 2008 mit weiteren Kollegen das Gesetz ein, das vom Kongress beschlossen und am 29. August 2008 von Präsident Bush unterzeichnet wurde.

### Voraussetzungen
Die „Policy“ findet unter folgenden Voraussetzungen auf den einzig überlebenden Nachkommen einer Familie Anwendung:
Wenn in einer Familie der Vater oder die Mutter oder ein oder mehrere Söhne bzw. Töchter, die in den US-Streitkräften Dienst taten,
- aufgrund von Verletzungen, Unfällen oder Krankheiten verstorben sind,
- sich in Kriegsgefangenschaft befinden oder vermisst sind,
- eine 100-prozentige Behinderung aufgrund ihrer Diensttätigkeit haben (einschließlich 100 % geistiger Behinderung), die von der Veterans' Administration oder einer der Militärdienststellen festgestellt wurde und aufgrund dieser Behinderung keiner Erwerbstätigkeit nachgehen können.[1]

### Anwendung der Policy
Eines der bekanntesten Beispiele für die Anwendung der „Sole Survivor Policy“ ist der Fall der Niland-Brüder während des Zweiten Weltkrieges: In der Annahme, dass drei der vier Brüder bereits gefallen seien, wurde der vermeintlich letzte Überlebende, Frederick Niland, der 1944 an der Operation Overlord, der alliierten Landung in der Normandie, teilnahm, von der Front abgezogen und in die USA zurückgeschickt. Dieser Fall bildete die Grundlage des Films Der Soldat James Ryan.
Während des Gesetzgebungsverfahrens zum Hubbard-Gesetz von 2008 wurde die Zahl von 55 Militärangehörigen genannt, die seit 2001 durch Einsätze in Afghanistan- und Irakkrieg von der Regelung betroffen seien. Bei Fortdauer der Afghanistan- und Irak-Einsätze würden jedes Jahr weitere 20 Personen dazu kommen.

## Ähnliche Regelungen in anderen Ländern
Die deutsche Bundeswehr hat den dritten und jeden weiteren Sohn der Familie auf Antrag nicht zum Wehrdienst herangezogen, wenn zwei Geschwister Grundwehrdienst, Ersatzdienst oder als Soldat auf Zeit den Wehrdienst von höchstens zwei Jahren geleistet haben. (§ 11)